# (11053) 1991 CQ6
(11053) 1991 CQ6 là một tiểu hành tinh vành đai chính. Nó được phát hiện bởi Seiji Ueda và Hiroshi Kaneda ở Kushiro, Hokkaidō, Nhật Bản, ngày 3 tháng 2 năm 1991.